# Biarum eximium
Biarum eximium är en kallaväxtart som först beskrevs av Heinrich Wilhelm Schott och Karl Theodor Kotschy, och fick sitt nu gällande namn av Adolf Engler. Biarum eximium ingår i släktet Biarum och familjen kallaväxter. Inga underarter finns listade.